# Little Compton (Rhode Island)
Little Compton – miasto w Stanach Zjednoczonych, w stanie Rhode Island, w hrabstwie Newport.